# Himmelsskivan i Nebra

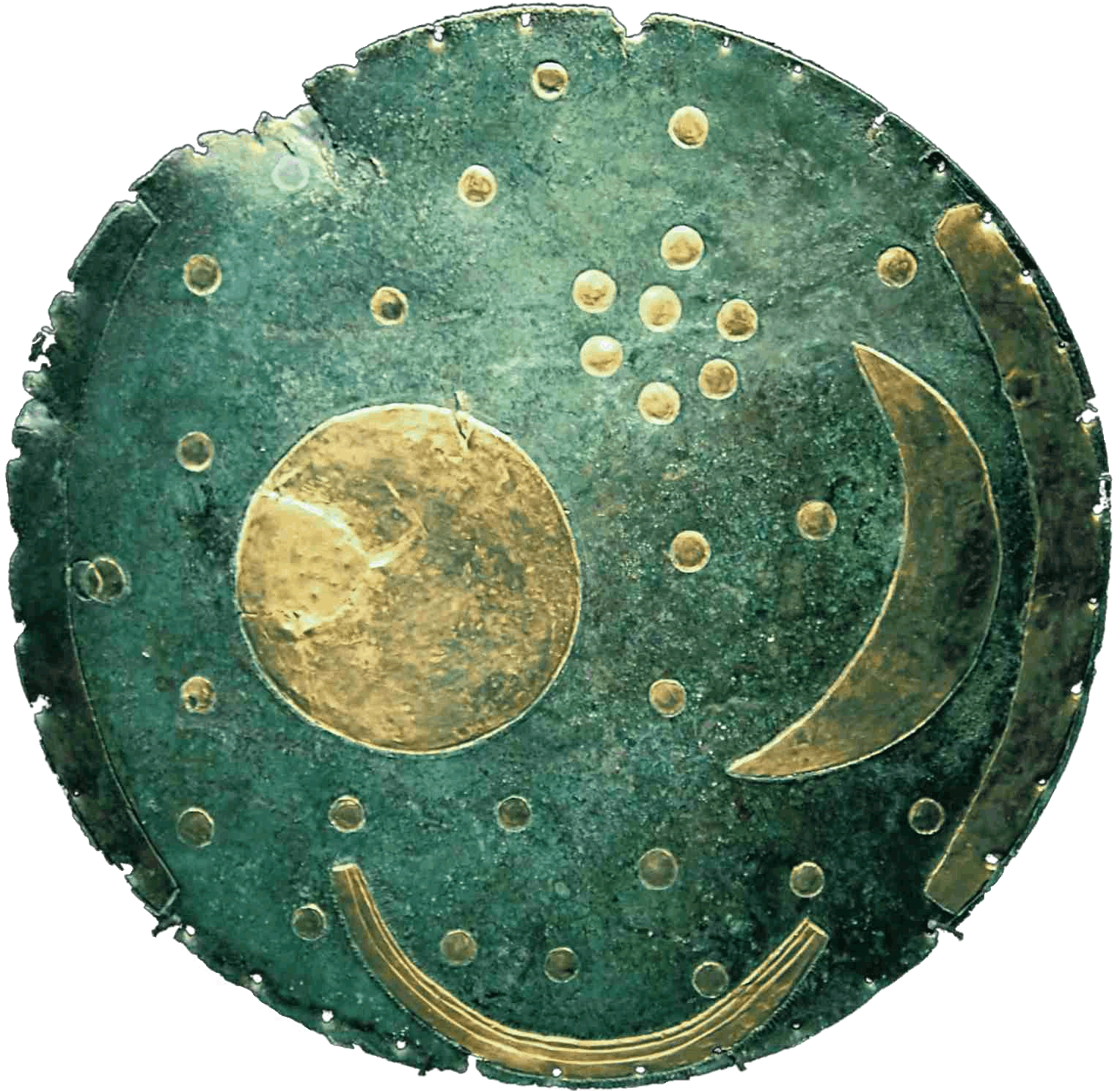
Himmelsskivan i Nebra

Himmelsskivan i Nebra är en bronsskiva med guldsymboler som hittades i Nebra i Sachsen-Anhalt, i Tyskland. Den är sannolikt från cirka 1600 f.Kr. och anses härröra från Urnefältskulturen under den period man kallar bronsåldern. Skivan är 30 cm i diameter och väger cirka 2,2 kg.
Skivan härstammar troligtvis från cirka 1600 f.Kr. och är i så fall den äldsta funna beskrivningen av kosmos. Det har också föreslagits att skivan kan vara från ca 600 f.Kr.
Året 2013 upptogs skivan av Unesco som världsminne i Tyskland.
Enligt undersökningar av materialet användes skivan över 100 eller 200 år och den förändrades kontinuerligt. Det är troligt att skivan begravdes tillsammans med andra objekt som ett offer till gudarna, på platsen där de återfanns år 1999.

## Upptäcktshistoria

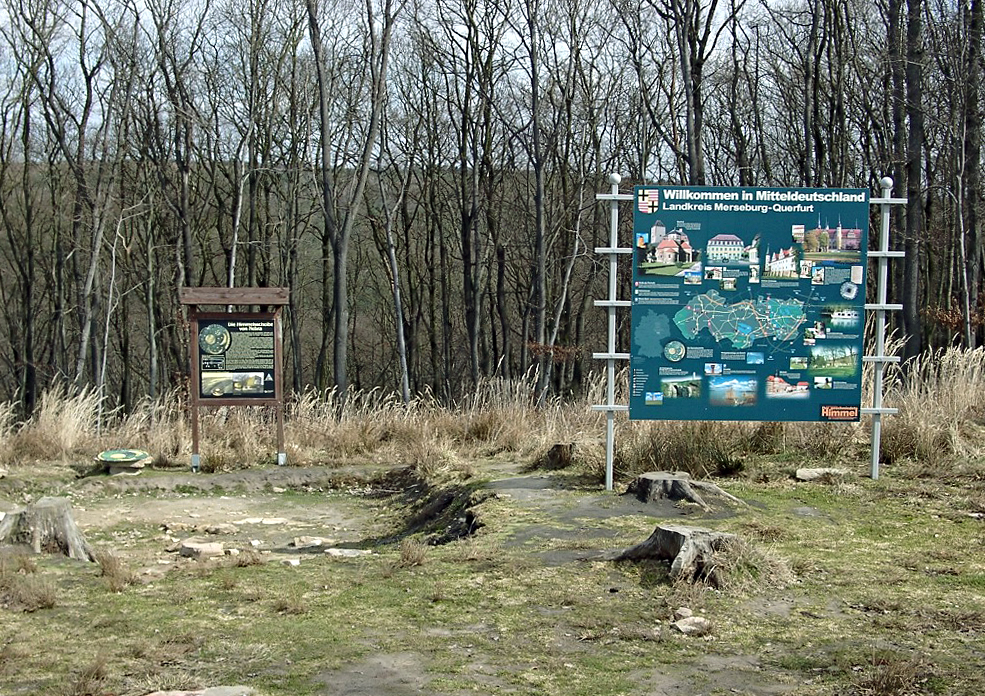
Fyndplatsen med informationsskylt

Skivan hittades i juli 1999 av två privatpersoner som med metalldetektor och utan tillstånd letade efter metallskatter. I fyndet ingick även flera svärd, yxor, armband och andra föremål. Skatten såldes direkt på den illegala marknaden. Enligt Sachsen-Anhalts lag tillhör skattfynd inte upphittaren eller fyndplatsens ägare utan förbundslandet. Myndigheterna fick informationen om fyndet hösten 1999 när hälare försökte sälja skatten till ett museum i Berlin. Skivan och de andra objekten stannade kvar hos tjuvgodsgömmarna. I februari 2002 gjordes ett nytt försök att sälja skivan, den gången till direktören av Museet för fornhistoria i Halle an der Saale. Personen som ägde skatten vid tillfället ville ha bekräftelse på vilken betydelse och vilket värde fyndet har.
Mötet arrangerades i ett hotell i Basel i Schweiz och vid tillfället greps hälarna av polisen. De hade skivan och några andra föremål från fyndet med sig och de andra objekten återfanns i bostaden till en av hälarna vid nedre Rhen. Hälarna fick i september 2003 en villkorlig dom.

## Tolkning

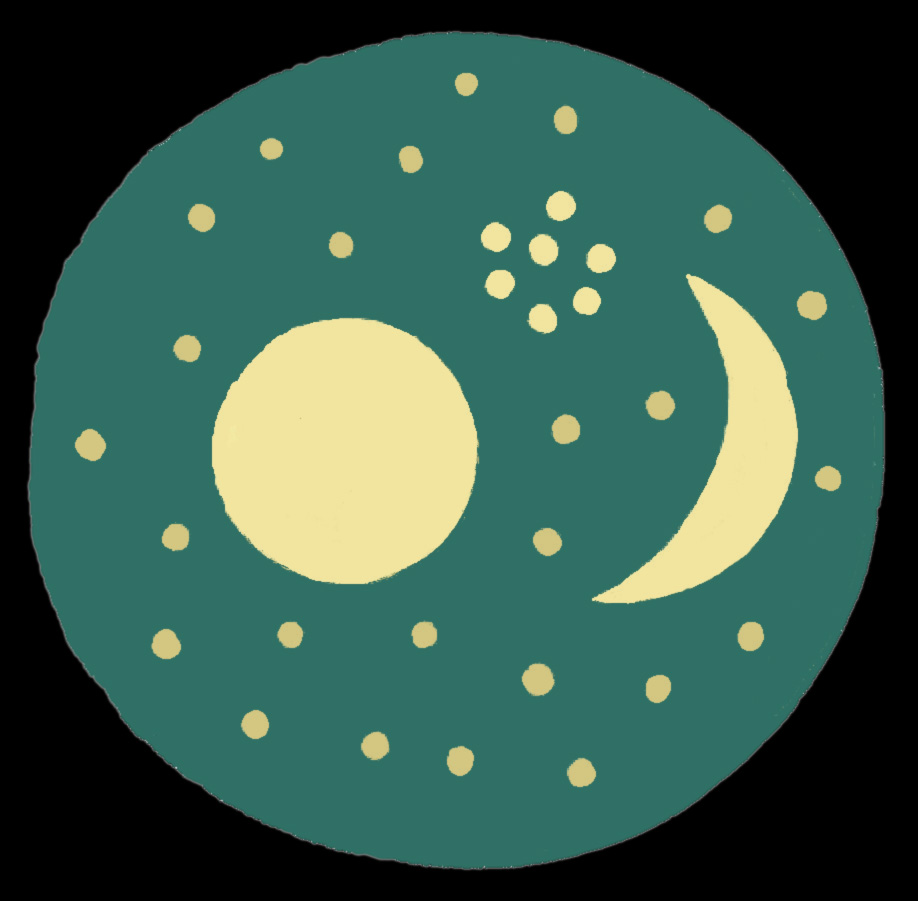
Skiss hur skivans första utformning (etapp) såg ut

Undersökningar av himmelsskivan visade att den framställdes i flera etapper.
Efter den första etappen fanns på skivan en större cirkel som tolkades som solen eller som fullmåne, en symbol som antas vara månskäran, en grupp av sju punkter som troligen ska föreställa Plejaderna och ytterligare 25 punkter.
Enligt vetenskapliga tolkningar som publicerades 2006 är himmelsskivan ett verktyg för en interkalation. Personer som använde skivan under bronsåldern hade möjligheten att utjämna differensen mellan jordens solår (365 dagar) och månåret (här 12 månvarv, 354 dagar). I avhandlingen från 2006 antas att skivans symboler är ordnade enligt en regel som även återfinns i det babyloniska verket MUL.APIN. Enligt den babyloniska normen är året ett normalår när månskäran den första dagen av den första babyloniska månaden (inte lika med januari) är placerade i Plejaderna. När månskäran ligger i Plejaderna den tredje dagen av den första månaden är året ett skottår. Enligt tolkningen visas på himmelsskivan situationen för ett skottår.
Enligt en publikation från 2016 är tolkningen från 2006 tvivelaktig och antagandet att skivan visar skottårsregeln (likvärdig med babyloniska skrifter) förkastas.